# Im Gras liegendes Mädchen
Im Gras liegendes Mädchen, oder auch Liegendes Mädchen am Rasenhang, Pontoise (französischer Originaltitel: Le repos, paysanne couchée dans l’herbe, Pontoise), ist ein Gemälde des impressionistischen Malers Camille Pissarro aus dem Jahr 1882. Es wurde in Pontoise geschaffen und markiert mit drei weiteren ähnlichen Werken den Wendepunkt in seinem Schaffen von der reinen Landschaftsmalerei zur Personendarstellung. Es befindet sich seit dem 10. April 1967 in der Kunsthalle Bremen. Das Gemälde stammt aus dem Nachlass des 1967 gestorbenen Kunstsammlers Hugo Oelze.

## Beschreibung
Das Gemälde zeigt eine junge Bäuerin, die sich in das frisch gemähte, duftende Gras einer Wiese niedergelegt hat. Der Körper der Frau bildet eine Diagonale durch das Bild und teilt es so in zwei Bereiche. Die Szenerie wird durch einen hellen horizontal verlaufenden Weg begrenzt, der das Kulturland in Form der Wiese vom Wildwuchs mit Büschen und Bäumen im Hintergrund trennt. In der Zeit der noch nicht mechanisierten Landwirtschaft wurden Wiesen per Hand mit der Sense gemäht, was immer eine anstrengende Tätigkeit war. Nach dem Mähen wurde das frisch geschnittene Gras mit einem Holzrechen gleichmäßig verteilt, damit es besser trocknet. Die ausgestreckt liegende Frau hat zum Schutz ihrer Augen vor der hochstehenden Mittagssonne ihr Kopftuch nach vorn über die Stirn gezogen und liegt der Länge nach ausgestreckt völlig entspannt, die Augen leicht geschlossen. Zu ihrer rechten Hand ist ihr Arbeitsgerät, der Rechen, zu erkennen. Nichts stört diese friedliche mittägliche Ruhe, das Bild zeigt keine anderen Personen, Tiere oder ablenkende Bildelemente. Der völlig entspannte menschliche Körper in vollendeter Ruhe ist die Hauptsache in diesem Bild. Der alternde Pissarro stellte seine Landarbeiterinnen immer in einfacher, nicht modischer Kleidung dar, immer ohne erotische Implikation, im Gegensatz zur pastoralen Malerei des 18. Jahrhunderts. Er engagierte junge Frauen, weil sie schön waren, aber nicht verfügbar für ein städtisches Ausstellungspublikum, sondern selbstbestimmt und glücklich. Das stand in absolutem Gegensatz zur damals gängigen Auffassung, wie einfaches ländliches Leben auszusehen hatte.
Pissarros Werk ist in der Maltechnik Öl auf Leinwand ausgeführt und hat das Querformat 64,5 × 78 cm. Die Signatur befindet sich unten links: C.Pissarro 82. Seit 1967 trägt es die Inventarnummer 960-1967/8 der Bremer Kunsthalle.

## Ausstellungen (Auswahl)
- Tableaux par C. Pissarro, Galerie Bernheim-Jeune, Paris 1899
- Exhibition of Art Nouveau, Sammlung Siegfried Bing, Paris und London 1899
- Hollandsche en Fransche Schilderkunst in den Rotterdamschen Kunstkring (Galerie van Wisselingh, Amsterdam), Rotterdam 1930
- Peinture francaise du XIXe et XXe siecle, Galerie van Wisseling, Amsterdam, April–Mai 1931, Katalog-Nr. 40
- French Painting of the XIXth Century, National Gallery of Canada, Ottawa 1934 und anderen Städten in Kanada
- Werke van Fransche Impressionisten, Frans Hals Museum, Haarlem 1935
- Hollandsche en Fransche schilderkunst der XIXe en XXe eeuw, Pulchri Studio, Den Haag (Galerie van Wisselingh) 1939
- Paula Modersohn-Becker zum hundertsten Geburtstag, Kunsthalle Bremen 1976
- Zurück zur Natur. Die Künstlerkolonie von Barbizon, Kunsthalle Bremen 1977/78
- Camille Pissarro 1830-1903, Grand Palais, Paris; Hayward Gallery, London; Museum of Fine Arts, Boston 1981
- Eva und die Zukunft: Das Bild der Frau seit der französischen Revolution, Hamburger Kunsthalle 1986
- Impressionismus in Deutschland, Sogo Museum of Art, Yokohama 1990 und anderen Städten in Japan
- Die Kunsthalle Bremen zu Gast in Bonn. Meisterwerke aus sechs Jahrhunderten, Kunst- und Ausstellungshalle der Bundesrepublik Deutschland, Bonn 1997/98
- Aufstieg und Fall der Moderne, Kunstsammlungen zu Weimar 1999
- Camille Pissarro, Staatsgalerie Stuttgart 1999
- Seurat and the Making of La Grande Jatte (gemeint ist Seurats Bild Ein Sonntagnachmittag auf der Insel La Grande Jatte), Art Institute of Chicago 2004
- Women in Impressionism. From Mythical Feminine to Modern Woman, Ny Carlsberg Glyptotek, Kopenhagen 2006/07
- Richard R. Brettell: Pissarro's People, Sterling and Francine Clark Art Institute, Williamstown 2011/12
- Eine Frage der Herkunft. Drei Bremer Sammler und die Wege ihrer Bilder im Nationalsozialismus, Kunsthalle Bremen 2014/15[4]

## Vorbesitzer
Nach der Machtergreifung durch die Nationalsozialisten im Jahr 1933 wurden viele zumeist jüdische Eigentümer gezwungen, ihren Besitz für einen Preis weit unter Wert zu veräußern. Der aus einer Bremer Kaufmannsfamilie stammende Jurist Hugo Oelze gehörte zu jenen Bürgern, die davon profitierten und so in den Jahren zwischen 1933 und 1945 günstig Gemälde für die eigene Kunstsammlung erwerben konnten. Er war in den 1920er Jahren nach Amsterdam umgezogen und half später den Nationalsozialisten bei der Beurteilung der dort beschlagnahmten Kunstwerke. Er vermachte viele seiner Bilder der Kunsthalle Bremen.
Provenienz
Zunächst erwarb die Galerie Durand-Ruel in Paris das Gemälde am 30. Mai 1882 direkt von Pissarro, wo es bis zum 13. Februar 1899 verblieb. Von dort kam es über die Galerie Bernheim-Jeune und Léon Morot um das Jahr 1929 zur Kunsthandlung E. J. van Wisselingh nach Amsterdam (1929–1935). Anschließend befand es sich vorübergehend von 1935 bis 1938 bei M. H. Stevenson Southam in Ottawa, ehe es erneut bis 1940 zur Kunsthandlung van Wisselingh kam. In den Jahren 1940 bis 1950 befand es sich in Privatbesitz, unter anderem der jüdisch-niederländischen Familie van den Bergh, die das Bild 1943 unter Druck verkaufte, um die Familie von der Nazi-Verfolgung zu retten. Hugo Oelze besaß es nachweislich von 1950 bis 1967. Am 10. April 1967 kam es aus dessen Nachlass in die Kunsthalle Bremen.